# Włoki
Włoki – osada w Polsce, w województwie zachodniopomorskim, w powiecie koszalińskim, w gminie Świeszyno. Wchodzi w skład sołectwa Świeszyno. Na 8 października 2012 w osadzie mieszkało 191 osób.

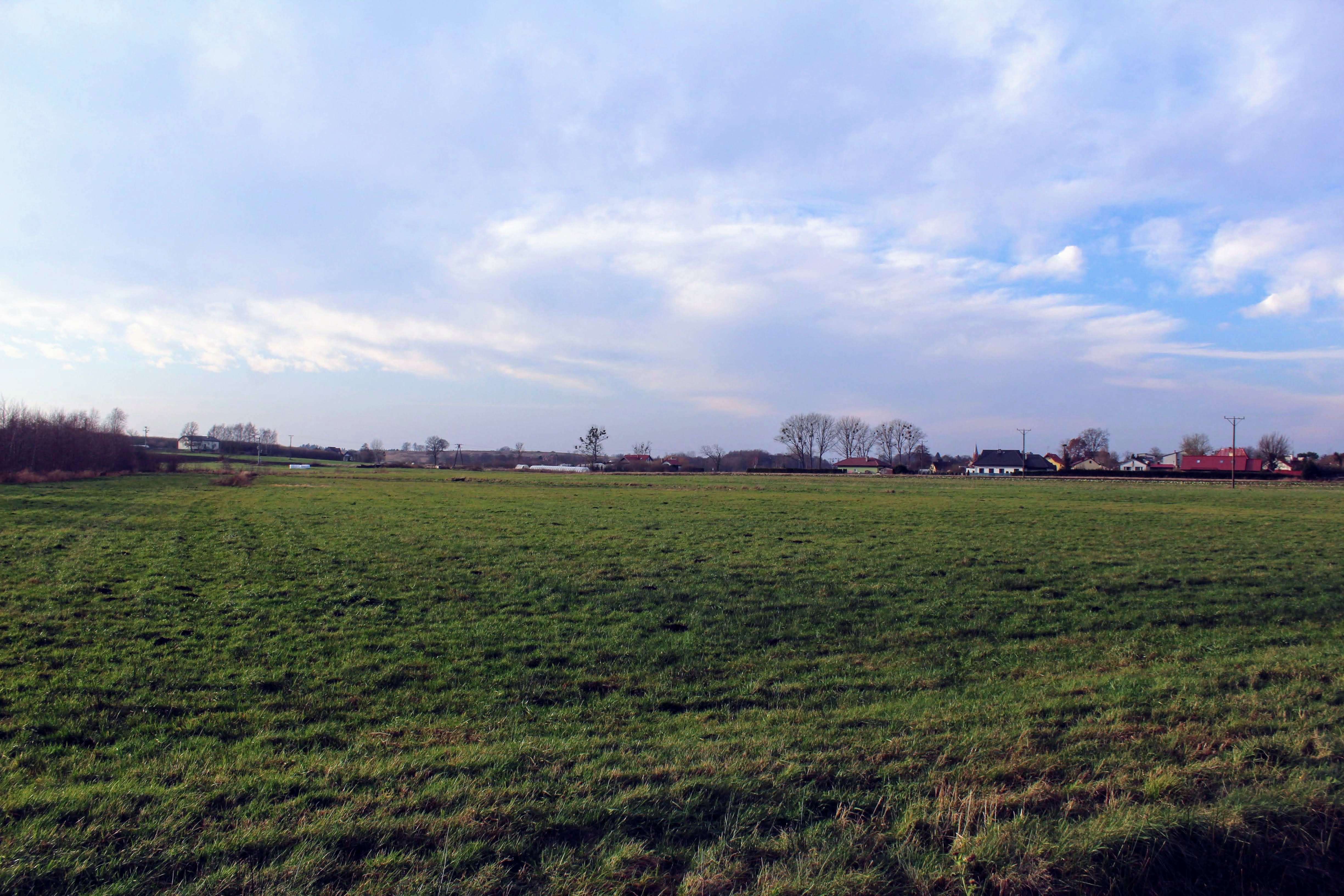
Rolniczy krajobraz Włok

Według regionalizacji fizycznogeograficznej Włoki leżą na obszarze megaregionu Pozaalpejska Europa Środkowa, prowincji Nizina Środkowoeuropejska, podprowincji Pojezierza Południowobałtyckie, makroregionu Pobrzeże Koszalińskie (313.4), mezoregionu Równina Białogardzka (313.42). Kondracki i Richling zaklasyfikowali mezoregion do typu wysoczyzn młodoglacjalnych przeważnie z jeziorami, w większości o charakterze gliniastym, falistym lub płaskim.
Na terenie osady znajduje się stanowisko archeologiczne położone w obszarze Archeologicznego Zdjęcia Polski 16-21/85.
We Włokach zlokalizowana jest stadnina koni, w pobliżu której swój początek ma Szlak konny Pomorza Środkowego. Liczy on 138,4 km długości, łącząc większość ośrodków jeździeckich środkowej część Pomorza. Kończy się w Białym Borze. Szlak powstał z inicjatywy Stowarzyszenia Gmin i Powiatów Pomorza Środkowego przy współpracy z licznymi podmiotami, w tym nadleśnictwami, koszalińskim oddziałem PTTK oraz właścicielami ośrodków. W osadzie istnieje także ogród botaniczny o powierzchni 3 ha.
W latach 1975–1998 miejscowość administracyjnie należała do województwa koszalińskiego.